# Иванов, Валентин Прокофьевич
Валентин Прокофьевич Иванов (1911—1993) — майор Рабоче-крестьянской Красной Армии, гвардии майор, Герой Советского Союза (1943), участник Великой Отечественной войны, лишён всех званий и наград в связи с осуждением.

## Биография
Валентин Иванов родился в селе Козяково-Челны (ныне — Рыбно-Слободский район Республики Татарстан) в семье крестьянина.
С 1941 года принимал участие в Великой Отечественной войне. К осени 1943 года старший лейтенант Иванов командовал 1-м дивизионом 167-го гвардейского лёгкого артиллерийского полка 3-й гвардейского лёгкой артиллерийской бригады 1-й гвардейской артиллерийской дивизии прорыва 60-й армии Воронежского фронта. В ночь на 3 октября 1943 года участвовал в форсировании Днепра, его дивизион подавлял артиллерийским огнём сопротивление немецких войск на западном берегу реки и прикрывал тем самым переправу.
В последующих боях дивизион Иванова принял участие в прорыве линий немецкой обороны. 5-7 октября 1943 года в районе села Губин Чернобыльского района Киевской области Украины дивизион отразил несколько контратак противника.
17 октября 1943 года Указом Президиума Верховного Совета СССР старший лейтенант Иванов Валентин Прокофьевич «за образцовое выполнение боевых заданий командования на фронте борьбы с немецко-фашистским захватчиками и проявленные при этом мужество и героизм» был удостоен высокого звания Героя Советского Союза с вручением ордена Ленина и медали «Золотая Звезда» за номером 1900.
Великую Отечественную войну Иванов окончил в Праге в звании майора.
В начале 1960-х годов Иванов совершил убийство, за что был осуждён. Указом Президиума Верховного Совета СССР от 11 октября 1963 года он был лишён звания героя Советского Союза и всех наград.
Был также награждён орденами Красного Знамени (06.04.1945, Александра Невского (24.09.1944, двумя Отечественной войны 1-й степени (05.06.1945; 11.03.1985) орденом Отечественной войны 2-й степени (25.08.1943), Красной Звезды (10.07.1943), медалью «За отвагу» (04.02.1943) и рядом других медалей.
Умер 15 декабря 1993 года в доме престарелых в городе Зеленодольск Татарстана.